# 섀플리 초은하단
섀플리 초은하단(Shapley Supercluster) 또는 섀플리 밀집지역(Shapley Concentration, SCl 124)은 관측 가능한 우주에서 가장 큰 은하 밀집지역으로 중력 상호작용이 매우 강해 우주가 팽창하는 대신 서로 끌어당겨지고 있는 곳이다. 이 밀집 지역의 존재로, 센타우루스자리에는 은하가 과도하게 많이 분포해 있는 것처럼 보여진다. 이 밀집지역은 지구로부터 약 6억 5,000만 광년 떨어져 있다.(z=0.046)

## 역사
1930년, 하버드 대학교 천문대의 할로 섀플리와 동료들은 남아프리카 공화국 블룸폰테인의 보이든 천문대에서 24인치 부르스 망원경(굴절 망원경)을 이용하여 남반구 하늘을 조사하기 시작했다. 1932년, 섀플리는 은하들을 찍은 관측판을 보던 도중 특정 지역에서 남반구 1/3에서 겉보기등급이 18배 정도나 더 밝아 보이는 76,000개 정도의 은하를 발견했다. 이 데이터 중 일부는 나중에 우주에서 은하 밀도를 알아내고 은하계 지도를 그리자는 목적의 하버드 은하계 조사에서 일부 알려졌다.
이 목록에서 섀플리는 현재의 머리털자리 초은하단과 처녀자리 초은하단의 합으로 알려진, "머리털자리-처녀자리 구름"의 대부분을 보았는데 센타우루스자리에 이를 뛰어넘는 가장 은하농도가 높은 "구름" 지역을 발견했다. 섀플리는 이 구름이 커다란 선형차원에 빽빽하게 들어찬 은하, 길쭉한 형태 등이 눈에 띄다고 했다. 이것이 현재의 섀플리 초은하단의 가장 큰 특징이다. 섀플리는 은하 평균 직경을 통해 이 구름과의 거리가 처녀자리 은하단보다 14배 더 멀것으로 추정했다. 이를 통해, 현재의 처녀자리 초은하단까지의 거리 추측값을 이용하여 섀플리 초은하단이 231 Mpc 정도 떨어져 있다는 것을 밝혀냈다.
이후 1989년 섀플리 초은하단은 소마크 라체우드후리가 영국 케임브리지 대학교의 자동화 플레이트 측정 기기(APM)를 이용하여 UK 슈미트카메라의 천구 측량 데이터를 조사하면서 재발견했다. 이 논문에서 처음으로 은하가 집중되어 있는 지역을 조사, 발견한 섀플리의 이름을 따서 초은하단의 이름을 붙였다. 동시기에 로베르토 스카라멜라와 동료 연구팀이 관측 가능한 우주 내에서 에이벨 목록에 속한 은하단들이 집중적으로 모여 있는 지역을 발견했다. 그들은 이 지역을 "알파 밀집지역"이라 이름붙였다.

## 현재 관심사
섀플리 초은하단은 우주 마이크로파 배경(CMB)를 기준으로 우리 은하를 포함한 국부은하군과 매우 가까운 방향으로 움직이고 있다. 이 현상 때문에 많은 사람들은 섀플리 초은하단이 거대 인력체와는 다른 우리은하의 특이운동을 설명해줄 수 있는 중요한 원인 중 하나로 꼽으면서 관심이 늘어났다. 또한, 거대 인력체와 우주 구석의 모든 은하들이 섀플리 초은하단을 향해 운동하는 것도 발견했다.

## 같이 보기
- 암흑류
- 거대 인력체
- 바다뱀자리-센타우루스자리 초은하단
- 우주 거대구조
- 초은하단
- 직각자자리 은하단